# 13 minut
13 minut je český celovečerní dokumentární film, natočený v roce 2021. 
Film vychází z jednoduché úvahy: nikdo z nás by se nechtěl stát viníkem závažné či dokonce fatální dopravní nehody. A žít s vědomím, že jsme někomu ublížili či ho smrtelně zranili. Prostřednictvím pěti viníků snímek vypráví příběhy řidičů, kteří s ním ale žít musí.
Název filmu 13 minut je inspirován průměrným časem, který řidič ušetří na cestě z Prahy do Brna, pokud překračuje povolenou rychlost o 20 km/h. To už představuje rychlost, při které významně narůstá riziko závažné nehody. Drtivá většina českých řidičů však přiznává, že povolenou rychlost v obci i mimo ni běžně překračují.
Snímek je součástí společné osvětové kampaně České asociace pojišťoven a BESIP „Zpomal, dokud není skutečně pozdě“ a vnikl ve spolupráci s Policií ČR. Kampaň upozorňuje na to, že příčinou nejtragičtějších nehod na našich silnicích je právě boj s časem. Dokument unikátním způsobem poukazuje na to, že snaha ušetřit pár minut může mít tragické následky.
Celovečerní snímek měl premiéru 10. června 2021 na ČT1. Samostatné příběhy viníků jsou ke zhlédnutí na webových stránkách projektu 13minut.cz. Celý film je možné zhlédnout na placených platformách HBO GO, Starmax, Aerovod, DAFilms, Vodafone TV, Voyo CZ, Voyo SK.